# Крижова Вес
Крижова Вес (слч. Krížová Ves) насељено је мјесто са административним статусом сеоске општине (слч. obec) у округу Кежмарок, у Прешовском крају, Словачка Република.

## Становништво
| Година:    | 1994. | 2004.    | 2014.    | 2024.    |
| ---------- | ----- | -------- | -------- | -------- |
| Број људи: | 1480  | 1719     | 2121     | 2424     |
| Разлика:   |       | +16,14 % | +23,38 % | +14,28 % |

| Година:    | 2023. | 2024.   |
| ---------- | ----- | ------- |
| Број људи: | 2380  | 2424    |
| Разлика:   |       | +1,84 % |

Према подацима о броју становника из 2024. године насеље је имало 2424 становника.